# Comté de Vanderburgh
Le comté de Vanderburgh (en anglais : Vanderburgh County) est un comté américain de l'État de l'Indiana, à la frontière avec le Kentucky. Il compte 180 835 habitants selon les estimations de 2012. Son siège est situé à Evansville.
Tandis que le comté de Vanderburgh est le septième comté le plus peuplé de l'Indiana en 2010 avec 179 703 habitants, il est également le huitième plus petit comté de l'Indiana et le plus petit du sud-ouest de l'Indiana, couvrant une surface de 609 km2.
Le comté de Vanderburgh constitue le noyau de la zone statistique métropolitaine d'Evansville, troisième ville de l'Indiana en nombre d'habitants.

## Éducation
- Université du Sud de l'Indiana
- Université d'Evansville